# Lenguas judeorromances
Las lenguas judeorromances son las lenguas derivadas de las lenguas romances, habladas por varias comunidades judías, y alteradas hasta tal punto que obtuvieron reconocimiento como lenguas propias, aglutinándose en el numeroso grupo de lenguas judías.

## Idiomas

### Judeoaragonés
El judeoaragonés era hablado en el norte centro de España alrededor de mediados del siglo VIII hasta la expulsión de los judíos de España, ordenada por los Reyes Católicos mediante el edicto de Granada en 1492, cuando se fusionó con los otros dialectos judeoespañoles, o cayó en desuso en favor por los dialectos judeoespañoles del sur, que eran más hablados, especialmente en las áreas ocupadas por las actuales Comunidad Valenciana, Región de Murcia y Andalucía.

### Judeocatalán o qatalanit
El judeocatalán (a veces denominado también catalánico) fue hablado por los emigrantes de 1492 de las comunidades judías del norte y este de España, en Cataluña, así como en las Islas Baleares. Hoy extinguido sin saberse a ciencia cierta cuando dejó de hablarse.

### Judeoespañol o ladino
Conocido por muchos nombres y con una gran variedad de dialectos, el judeoespañol es el descendiente moderno del idioma español hablado por los sefardíes, descendientes de una grande e influyente población judía en España, antes de su expulsión en 1492.

### Judeoespañol calco
El judeoespañol calco es una lengua de uso exclusivamente escrito empleada en la traducción de textos sagrados.

### Judeofrancés o zarfático
El zarfático o judeofrancés, era una lengua judía hablada en el norte de Francia, los Países Bajos y el oeste de Alemania.

### Judeoitaliano o italkiano
Las variedades de judeoitaliano (a veces llamado italkiano, término acuñado por Solomon Birnbaum en 1942) son habladas fluidamente por menos de 200 personas. Estos hablantes representan el último remanente de la amplia variedad de dialectos judeoitalianos hablados en Italia, Corfú y sobre las costas orientales del Adriático y el Mar Jónico.

### Judeolatín o la'az
Conocido como judeolatín vulgar o judeorromance, el judeolatín cubría un amplio rango geográfico y tenía diversas variedades por cada comunidad específica de comunidades judías en el Imperio romano.

### Judeoportugués o lusitánico
El judeoportugués es el idioma hablado por la pequeña población criptojudía de Portugal. Como muchas de las lenguas judías, preserva varios arcaísmos que ya no existen en el idioma portugués. Aún existe, principalmente en forma vestigial, en el lenguaje de comunidades criptojudías en Portugal continental, principalmente en Belmonte en el norte, y en Algarve.

### Judeoprovenzal o shuadit
El shuadit o judeoprovenzal era el idioma occitano influenciado por el idioma hebreo que se extendía no solo en Provenza, sino en el sur de Francia en la Edad Media. Exhibía un número único de cambios en fonemas de palabras tomadas del hebreo.

## Historia y evolución
La evolución exacta de las lenguas judeorromances no es clara. Una teoría sugiere que todas las lenguas fueron descendientes del judeolatín y que se desarrollaron de manera paralela a las lenguas derivadas del latín o que son ramificaciones independientes de cada comunidad lingüística. Otra teoría sugiere que algunas lenguas judeorromances —como el catalánico, italkiano, shuadit y zarfático — son descendientes del judeolatín, pero que otras —como el catalánico, judeoportugués, ladino y zarfático— son producto de una evolución independiente.

## Estado actual
El judeoaragonés, judeocatalán, judeolatín, shuadit y zarfático son ahora lenguas muertas. El judeolatín desapareció desde tiempos antiguos, el judeoaragonés y zarfático en la Edad Media, y el shuadit desapareció en 1977 con la muerte de su último hablante. No está claro cuándo desapareció el judeocatalán.
El judeoportugués permanece principalmente como vestigio en el lenguaje de pequeñas comunidades criptojudías de la península ibérica, aunque según el punto de vista lingüístico podría considerarse también una lengua muerta.
El italkiano, que era hablado hace dos generaciones atrás por algo más de 5000 italianos judíos, es ahora hablado por menos de 200, la mayoría ancianos.
El ladino es el idioma judeorromance más hablado. Es la lengua de las comunidades sefardíes del Magreb, en el norte de África, y en el Medio Oriente, especialmente en Turquía e Israel, y es hablado por más de 150 000 personas, en su gran mayoría son al menos bilingües.
Como muchas lenguas judías, el futuro de las lenguas judeorromances es incierto. Con la predominancia del idioma hebreo como el medio de comunicación entre las comunidades judías del Medio Oriente, y el aumento del uso del inglés, la situación parece desoladora.